# Gâteau de mouches

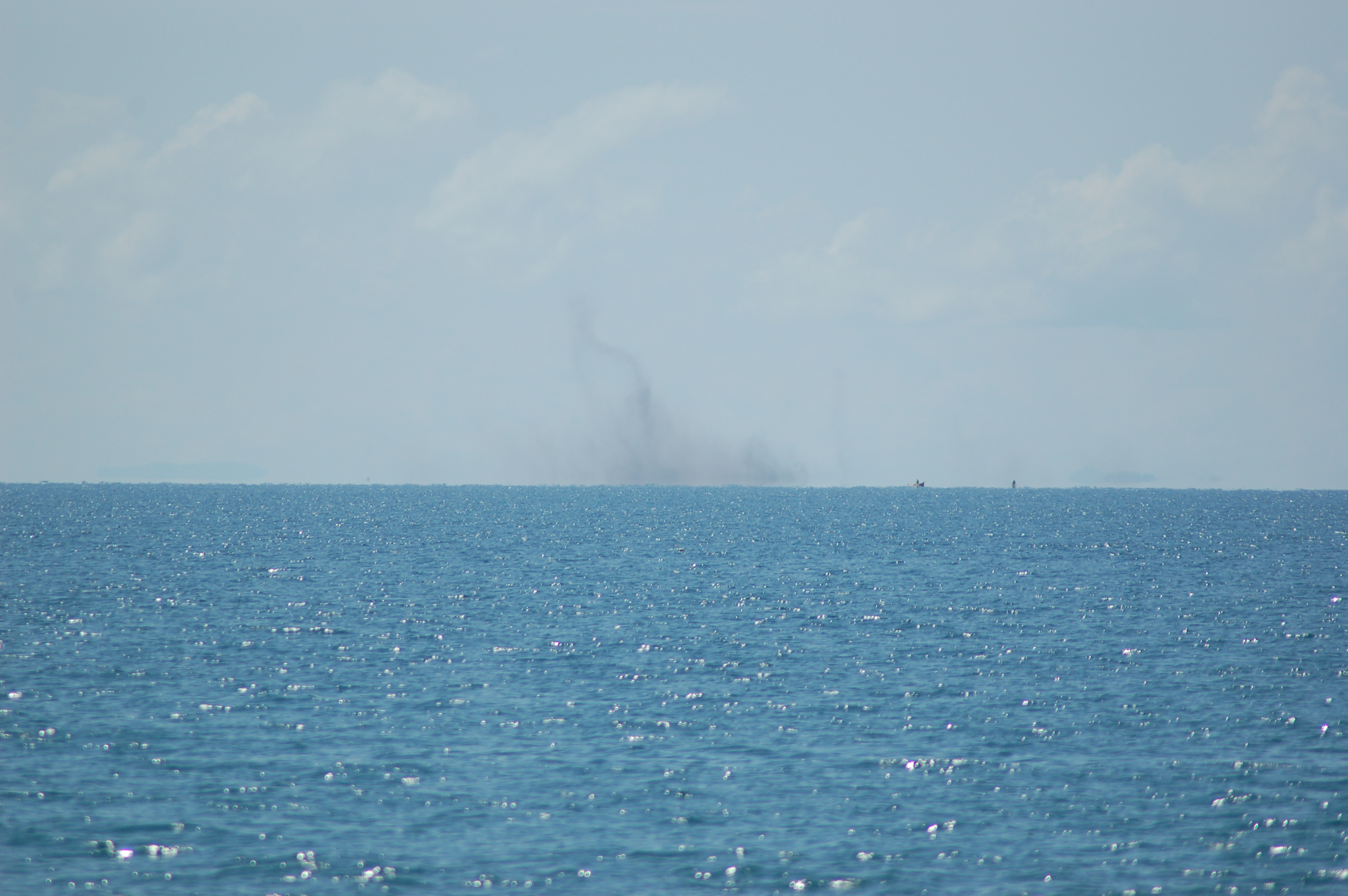
D’énormes essaims de Chaoborus edulis, ressemblant à des panaches de fumée lointains au-dessus de l’eau du lac Malawi.

Le gâteau de mouches, appelé aussi steak de mouches ou kungu, est un plat des Luo (ou Kavirondos), originaire des lacs Victoria et Malawi (ou Nyassa) en Afrique orientale, confectionné à base de mouches.

## Histoire
La base de ce gâteau est une sorte de moucheron voisin des moustiques, le Chaoborus edulis, appelé également nkhungu ou mouches du Congo ou encore mouches du lac. Chaque année, la saison des pluies attire des nuées de milliards de moucherons sur les rives du lac Victoria. Dans cette partie très pauvre du continent africain, les Luo tirent profit de cette invasion pour préparer un plat économique qui leur permet de manger des protéines animales. L'explorateur David Livingstone a mangé cette préparation chez les habitants du lac Nyassa.
Les Malawites font un pâté d'Ephemeroptera équivalent, appelé aussi kungu.

## Préparation
Les moucherons sont attrapés traditionnellement avec des entonnoirs enduits de graisse de mouton que l'on fait tournoyer au bout d'une perche, mais l'utilisation de casseroles est aussi mentionnée. Puis la récolte est pétrie pour en faire des pâtés contenant chacun environ un demi-million de mouches. Enfin, les pâtés de mouches sont fumés ou cuits au barbecue.
Le taux de protéine de ce gâteau de mouches est évalué à 67 %.
Dans les années 1940, le docteur Fred Blanchot affirme que le gâteau de mouches évoque le goût du caviar d'œufs de l'esturgeon. Toutefois, l'entomologiste néerlandais Arnold van Huis (en), partisan de l'entomophagie, déclare en avoir goûté et ne pas avoir aimé du tout. 